# Retrodiktion
Die Retrodiktion (auch Retrognose) bezeichnet Aussagen über Ereignisse oder Zustände in der Vergangenheit, die man deduktiv-nomologisch aus späteren Ereignissen oder Zuständen herleitet. Der deutsche Wissenschaftstheoretiker Carl Gustav Hempel, der das deduktiv-nomologische Modell entscheidend entwickelt hat, bezeichnete die Retrodiktion als postdiction, was auch als Postdiktion oder Nachhersage übersetzt wurde.
Die Retrodiktion ist der Prädiktion (auch Prognose oder Vorhersage genannt) ähnlich, nur dass das, worüber man eine Aussage machen möchte, bei der Prädiktion in der Zukunft liegt. „Die Vorhersage eines vergangenen, aber unbekannten Zustandes ist eine Retrognose.“ Von einer Erklärung eines vergangenen Ereignisses, im Sinn des deduktiv-nomologisches Modells, unterscheidet sich die Retrodiktion dadurch, dass das Antezedenzereignis zeitlich später eintritt als das Konklusionsereignis (das worüber man die Aussage macht).
Die Erklärung, Prädiktion und Retrodiktion unterscheiden sich also in der zeitlichen Abfolge von Antezedenzereignis (A), Konklusionsereignis (E) und Formulierung des Arguments (D):
- Erklärung: A → E → D
- Prädiktion: A → D → E
- Retrodiktion: E → A → D

Beispiele:
- Die Herleitung, wann sich ein Komet zukünftig in Erdnähe befinden wird, aufgrund aktueller astronomischer Daten (und astronomischer Theorie) ist eine Voraussage (Prädiktion). Jedoch ist die Herleitung aus der gegenwärtigen Position des Kometen, dass er sich 2 v. Chr. in Erdnähe befand, eine Retrodiktion.[4] Hätte man sichere Daten über den Ort des Kometen 1000 v. Chr. und würde daraus und aus astronomischen Gesetzen folgern, dass er 2 v. Chr. in Erdnähe gewesen sein muss, würde es sich gemäß obigem Schema um eine Erklärung handeln.

- Ein Beispiel aus der Linguistik ist im Abschnitt „Linguistik“ unter dem Stichwort Prognose vorgestellt.

Von einer Retrodiktion wird gesprochen, wenn das Explanandum zum Zeitpunkt der Formulierung des Argumentes noch unbekannt bzw. im Explanans, d. h. den erklärenden Antezedenzien und Gesetzen bzw. Modellen, noch unberücksichtigt war. Retrodiktionen können sich, wie Prädiktionen, dazu eignen, das Explanans zu testen.